# HMAS Kanimbla (1936)
Pour les articles homonymes, voir HMAS Kanimbla.

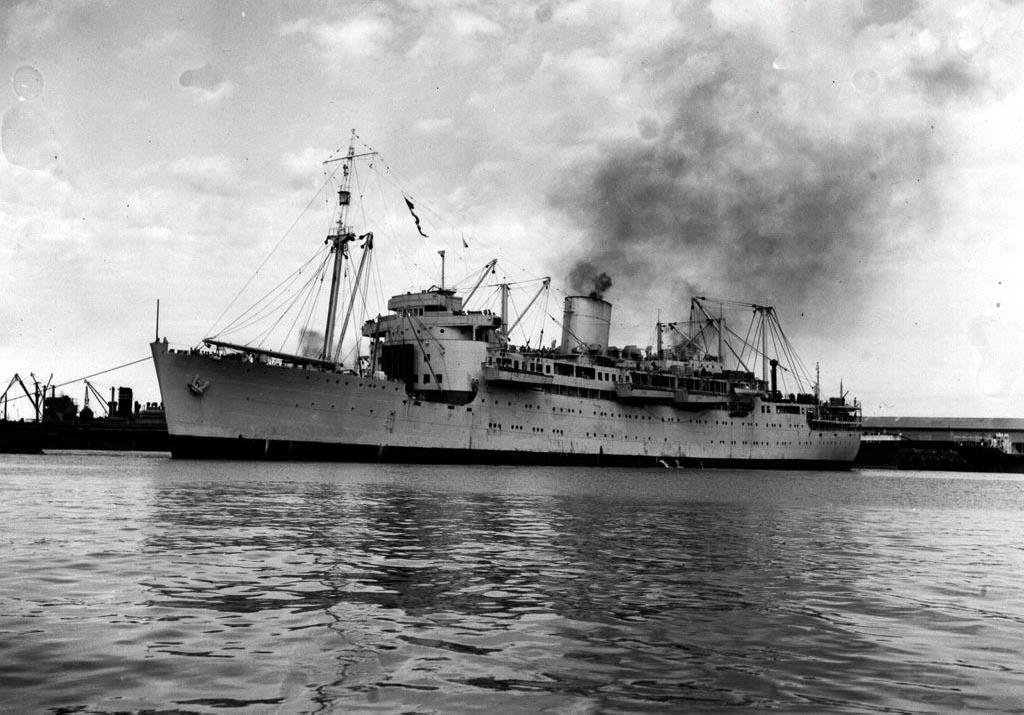
HMAS Kanimbla (1936)

Le HMAS Kanimbla est un paquebot desservant des ports australiens, transformé en croiseur auxiliaire puis en en embarcation de débarquement pendant la Seconde Guerre mondiale. Entre 1939 et 1945, il sert au sein de la Royal Navy, puis de la Royal Australian Navy.

## Construction
Le bateau est commandé par la McIlwraith McEachern Limited  aux chantiers de la Harland and Wolff à Belfast en Irlande en juillet 1933. Il est lancé le 15 décembre 1935 et devient opérationnel le 26 avril 1936.
Le nom du navire provient de la vallée de Kanimbla près de Blackheath dans les Montagnes bleues (Nouvelle-Galles du Sud).

## Service
Le bateau achemine des voyageurs entre Cairns et Fremantle jusqu'au début de la Seconde Guerre mondiale. Il est ensuite transformé en croiseur auxiliaire à Sydney et commence son service au sein de la Royal Navy en tant que HMS Kanimbla le septembre 1939. Il sert comme transport de troupes lors de invasion anglo-soviétique de l'Iran le 25 août 1941. Il est parmi les navires présents lors de l'attaque dans la baie de Sydney par des sous-marins de poche japonais le 31 mai 1942. Le bateau est ensuite transformé en embarcation de débarquement et armé au sein de la Royal Australian Navy en tant que HMAS Kanimbla le 1er juin 1943. Le navire est retiré du service de la marine australienne le 25 mars 1949 et est rendu à ses propriétaires le 13 décembre 1950. En 1961, il est revendu à la Pacific Transport Company et est renommé Oriental Queen. En 1973, il fut vendu à la démolition par un ferrailleur taïwanais.